# مات ليندلاند
ماثيو جيمس ليندلاند (بالإنجليزية: Matthew James Lindland؛ مواليد 17 مايو 1970) يُعرف أيضًا باسم القانون (بالإنجليزية: The Law)، هو مُقاتل فنون قتالية مختلطة أمريكي سابق.

## وصلات خارجية
- مات ليندلاند على موقع يو إف سي (الإنجليزية)
- مات ليندلاند على موقع شيردوغ (الإنجليزية)
- مات ليندلاند على موقع Tapology.com (الإنجليزية)
- مات ليندلاند على موقع قاعدة بيانات المصارعة الدولية (الإنجليزية)
- مات ليندلاند على موقع اللجنة الأولمبية الدولية (الإنجليزية)
- مات ليندلاند على موقع أوليمبيديا (الإنجليزية)
- مات ليندلاند على موقع IMDb (الإنجليزية)
- مات ليندلاند على موقع قاعدة بيانات الفيلم (الإنجليزية)